# Szyły (hromada Zbaraż)
Szyły – wieś na Ukrainie w rejonie tarnopolskim należącym do obwodu tarnopolskiego.
W XIX i na początku XX wieku dobra Klebanówka należały do rodziny Fedorowiczów, najpierw do Adriana (1818-1856) później jego syna Tadeusza (1849-1919) a następnie wnuka Aleksandra (1875-1951).
Do 2020 w rejonie zbaraskim.